# José Abel Montes Sobrino
José Abel Montes Sobrino fue un hacendado y político peruano. 
Nació en la ciudad del Cusco el 22 de diciembre de 1867. Se casó en el Cusco el 5 de octubre de 1885 con Matilde Emperatriz Valdés de Peralta y Torres de Arellano con quien tuvo cinco hijos y  de quien enviudó en 1900. Se casó en segundas nupcias con Sara Martinelli con quien también tuvo cinco hijos.En 1930 se casó en terceras nupcias con Julia Gasco Hurtado con quien tuvo un solo hijo. Fue dueño de la hacienda "La Estrella" que se extendía en los distritos de Limatambo y Mollepata, provincia de Anta, donde cultibaba caña de azúcar para la producción azucarera y alcoholera.
Fue propietario de la hacienda "La Estrella" en la provincia de Anta y socio fundador de la Fábrica de Tejidos de Lana "La Estrella S.A." junto con su hijo Armando Montes de Peralta y los señores José Emilio Carenzi Galezi, César de Luchi Lomellini y su hijo Carlos Lomellini. Esta fábrica fue la principal competidora de la Fábrica de Tejidos Lucre de propiedad de Víctor Garmendia y su familia en la provincia de Quispicanchi.  Además fue socio de la “Sociedad Eléctrica Industrial Cusco”, a partir de 1913 y de la “Compañía Eléctrica Calca” desde 1929. En 1928 se convirtió en socio de la “Empresa Urbana de Transportes del Cusco” y entre 1930 y 1939 tenía el cargo de Presidente de la Cámara de Comercio del Cusco.
Fue elegido diputado suplente por la provincia de Anta en 1895, luego de la Guerra civil de 1894 durante los gobiernos de Manuel Candamo, Nicolás de Piérola y Eduardo López de Romaña en el inicio de la República Aristocrática. Fue elegido senador por el departamento de Apurímac desde 1907 hasta 1904 y desde 1906 a 1914 durante los mandatos de los presidentes Eduardo López de Romaña, Manuel Candamo, Serapio Calderón y José Pardo y Barreda durante la República Aristocrática.